# یوکی ناکایی
یوکی ناکایی (انگلیسی: Yuki Nakai؛ زادهٔ ۱۸ اوت ۱۹۷۰) ورزشکار هنرهای رزمی ترکیبی و جودوکار اهل ژاپن است.